# یوسوکه ناکایاما
یوسوکه سانتاماریا، یوسوکه ناکایاما (انگلیسی: Yūsuke Santamaria؛ زادهٔ ۱۲ مارس ۱۹۷۱) هنرپیشه، خواننده، و بازیگر سینما اهل ژاپن است. وی از سال ۱۹۹۴ میلادی تاکنون مشغول فعالیت بوده‌است.
از فیلم‌ها یا برنامه‌های تلویزیونی که وی در آن نقش داشته‌است می‌توان به همزاد اشاره کرد.